# 海のオーロラ (漫画)
『海のオーロラ』（うみのオーロラ）は、里中満智子による日本の長編漫画。

## 概要
『週刊少女フレンド』（講談社）にて1978年第1号から1980年第17号まで連載された。
輪廻転生をテーマに、ルツとレイという1組の男女がムー大陸→古代エジプト→邪馬台国→ナチス・ドイツ→未来の地球と転生しながら、愛を貫こうとする姿を描く。

## ストーリー
第1部 エジプト編
平凡な平民の娘ルツは、ある日、レイという青年と出会い、心ひかれる。その後、ルツは父の酒代の代わりに奴隷として売られ、神官セムトの娘ライラの侍女となり、ライラの屋敷でイスラエル人の少年・イサクと仲良くなる。「イサクの面倒をみる」というライラとの約束を果たすため、イサクがハトシェプスト女王に泥を投げ付けたとき、ルツはイサクの罪をかぶろうとした。しかし、ハトシェプストの継子トトメスの取り成しとハトシェプストの寛大な措置によって、ルツは罪を免れる。ルツの心意気に感動したライラはルツに教育を施し、ルツは教養ある少女に成長した。ある宴の席で、ルツはレイとトトメスに再会。ルツはレイへの恋心を再燃させるが、トトメスはルツに恋心を抱いてしまう。ルツへの愛を自覚したトトメスは心を入れ替え、勉学に励むようになる。一方、トトメスの覚醒に脅威を覚えたハトシェプストは、トトメスとルツを亡き者にせんとするが、逆にトトメスは隼ら盗賊団の支持を得て、ルツ・レイらと共にハトシェプストの政権を倒す。
しかし、国王に就任したトトメスのもとに、レイの母国エルトニアから独立宣言が届き、トトメスはエルトニア討伐を開始する。一方、互いに前世において恋人であったことを知ったルツとレイは、独立戦争に参加するため、エルトニアへと向かい……。
第2部 ヤマタイ国編
ヤマタイ国の漁師の娘ルツは、自分の村に漂流してきた少年レイを助ける。成長したルツとレイは愛し合うようになるが、ルツは女王ヒミコに仕える巫女にされてしまう。レイはルツを取り戻すが、ルツは失明してしまい、レイは追手に殺されてしまう。ヒミコのもとに戻されたルツは、ヒミコの死に際に2代目ヒミコに指名され……。
第3部 ドイツ編
ユダヤ人生物学者の娘ルツは、ナチスの台頭に伴って次第に迫害され、父の友人の高見沢ヨウコ博士に匿われる。やがて、ルツは高見沢博士の息子レイと愛し合うようになるが、メイドの告発によって、高見沢博士がルツを匿っていることが発覚し、レイはルツを連れて逃亡する。しかし、逃亡中に2人は離ればなれになり、ルツは強制収容所に送られ、そこでレイとの再会を信じながら過酷な日々を過ごす。連合国軍が迫っていることを知った強制収容所のドイツ兵は悪行の発覚を恐れ、ルツら収容者を移送しようとするが……。
第4部 未来編
未来の人類社会では、人間はテストの結果によって適性を測られ、結婚相手や職業もテスト結果によって決定するのが常識となっていた。ルツは自分と異なるグループに属するレイと恋に落ちるが、周囲に2人の恋は理解されず、レイは辺境の星に留学させられ、そこで行方不明になる。ルツはレイの生存を信じ、辺境へと旅立つが……。

## 主要な登場人物

### 主人公
ルツ
ムー大陸の神殿の巫女であったが、禁忌であった恋を知ってしまう。大災害によってレイと引き離され、互いに再会を約束して、転生を続ける。
エジプト編では平凡な平民の娘であったが、ライラの侍女となったことで学問を修める機会を得、才能を開花させる。トトメスから妃にと望まれるが、レイとの愛を貫いた。レイが国外追放になった後、レイを追っていった。第3部で砂漠でレイと再会直後に息絶えたことが示唆されている。
ヤマタイ国編では平凡な漁師の娘だったが、女王ヒミコへの貢物として宮殿に送られ、巫女となる。ルツの情熱に嫉妬したヒミコによって魏に送られそうになるが、レイによって救出される。しかし、ヒミコの家来が放ったヤリで受けた傷がもとで病気となり、失明する。その際、レイは目の前で殺されてしまうが、レイの死を目撃していないルツはレイの死を信じず、2代目ヒミコを演じ続けながら、レイとの再会を待ち続けた。
ドイツ編ではユダヤ人生物学者の娘として生まれる。ナチスによって父は拉致され、自らも拉致されそうになったが、父の友人である高見沢ヨウコ博士にかくまわれ、博士の息子レイと愛し合うが、レイを慕うメイドがルツの存在を告発し、さらに恋敵であったルツの母親にルツが似てきたこと、またルツの父親の死亡の知らせが届いたことで博士がルツをかくまうことに熱意を失ったため、レイと共に博士の下を去る。しかし、ナチスの追手に捕まり、強制収容所に送られる。第2次世界大戦末期にナチスに対するレジスタンス組織の指導者となっていたレイと再会するが、レイは親衛隊の将校に射殺される。戦後は発狂した高見沢博士の面倒をみた。
未来編では、別グループのレイと恋に落ちたため、周囲から理解されず、テスト結果が同じ男性との結婚を強要されそうになり、両親のもとから逃げ出し、辺境へと旅立つ。辺境の無人の惑星でレイと再会を果たした。
レイ
ムー大陸でルツと恋に落ちたが、大災害によってルツと引き離され、互いに再会を約束して、転生を続ける。
エジプト編ではエルトニアの大臣の息子で、エジプトに人質として送られた。エルトニアはエジプトからの独立を計画しており、独立戦争が始まった際は、エジプトで殺されることを覚悟していたが、ルツと愛し合って、生き残ることを選び、トトメスのもとを脱出して、ルツとともにエルトニアの独立戦争に参加した。しかし、独立戦争は敗北に終わり、レイは目を潰されて国外追放された。
ヤマタイ国編では魏から日本に漂流した少年として登場。一人前の漁師として成長し、ヒミコの巫女とされたルツを取り戻すが、追手に殺された。
ドイツ編ではドイツ在住の日本人生物学者・高見沢ヨウコ博士の息子として登場。母と共にルツをかくまうが、母がルツをかくまう熱意を失ったことを知って、母の下を去る。ルツとの逃避行の際にルツと離ればなれになり、レジスタンスに参加。第2次世界大戦末期にルツと再会したが、親衛隊の将校に射殺された。
未来編では、別グループのルツと恋に落ちたため、周囲から理解されず、辺境の星に留学させられる。流星群の衝突で行方不明となったが、無人の惑星で生き延びており、その星でルツと再会を果たした。

### その他

#### エジプト編
トトメス3世
エジプトの王子。愛人の子であったため、継母のハトシェプストにうとまれていた。自堕落な生活を送っていたが、ルツへの愛を自覚し、為政者として覚醒する。ハトシェプストの死後、王位を継ぐつもりだったが、ハトシェプストが自分に殺意を持っていることを知ると、ルツやレイ、盗賊団の助けを借りて、クーデターを成功させ、国王となる。エルトニアの独立運動をつぶし、エジプトの国威を高めたが、ルツの愛を得ることは出来なかった。
ハトシェプスト
エジプトの女王。夫が自分よりも別の女性を愛したことを恨み、愛人の子であるトトメスも恨んだ。為政者としての能力は高かったが、ルツらによる宣伝工作で次第に民衆や兵士の支持を失い、直属の兵士にすら支持されなくなったことを悟って、自害した。
ライラ
神官セムトの娘。公明正大な性格で、レイを慕っていたが、ルツが恋敵と知ってからも、公正な態度をとり続けた。自らを犠牲にして、ルツをレイのもとに送り届けた。
イサク
イスラエル人奴隷の少年。両親の死後、周囲に心を閉ざしていたが、ルツの優しさに触れて心を開くようになる。エジプトの体制に不満を持ち、ハトシェプストに泥を投げ付けたが、その罪をルツが身代わりになってかぶろうとしたのを見て、ルツを守り抜こうと決意する。
隼（はやぶさ）
盗賊団の首領。前世で白いマンモスに妹を殺され、以後、生まれ変わるたびに白いマンモスの生まれ変わりを追い求める。トトメス政権樹立に協力し、トトメスの親衛隊長になるが、トトメスが白いマンモスの生まれ変わりだと知り、トトメスに反旗を翻した。第4部でも登場し、管理社会に異議を唱えて、危険思想の持ち主として国外追放された。

#### ヤマタイ国編
ヒミコ
ヤマタイ国の女王。神の声を聞いて、それにもとづいて政治をおこなっているとされているが、実際には神の声は聞こえていない。純粋な恋心を持ち続けるルツに嫉妬し、ルツが自由な生活を出来ないように、死ぬ間際に「自分の魂はルツの中で生き続ける」と遺言した。
イサギ
ヒミコの側近。ヒミコに接近できる唯一の男性。ルツをわがものとし、自らの傀儡としようとした。しかし、2代目ヒミコとして生きることを決意したルツの気迫に押され、ルツの言いなりとなる。

#### ドイツ編
高見沢ヨウコ
ドイツ在住の日本人生物学者。ルツの父親を密かに愛し続けており、そのためルツをかくまい、ルツを助けるためにヒトラーに協力した。しかし、ルツが成長して母親そっくりになり、更にルツの父親の死亡の知らせが届いたことでルツをかくまおうという気持ちが冷めてしまい、メイドの告発でルツの存在が知られてしまうと、ルツを官憲に引き渡そうとした。
フランツ
ルツの友人。ルツを慕っていたが、ルツがナチスに拉致されそうになったときに、ナチスの兵士に尋問され、その時に弱気になってしまったことを恥じて、ルツを守り抜くことを心に誓う。ルツを守るために親衛隊に入り、強制収容所でルツと再会して、ルツをかばう。戦後、戦争犯罪人として収監された。